# Waldhufendorf

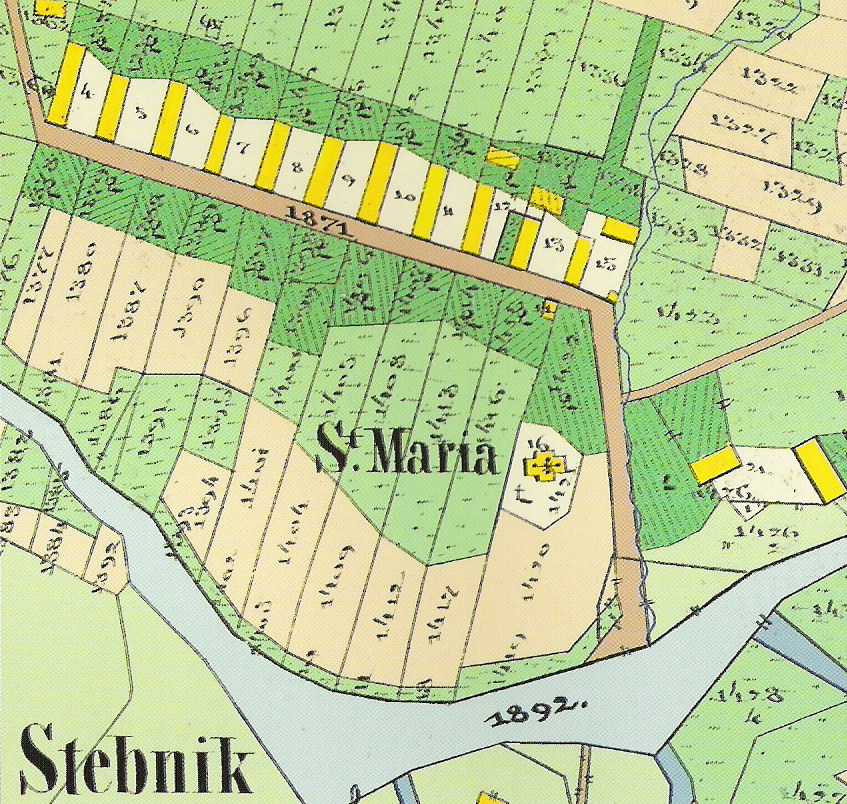
Plànol del 1852 de la localitat d'Stebnik-Steinfels fundada com a Waldhufendorf el 1783.

El mot alemany Waldhufendorf (poble forestal) fa referència a un tipus d'assentament rural establert en zones de desbrossament de boscos amb les granges disposades en sèrie al llarg d'un element lineal com una carretera o un rierol.
 És típic dels boscos de l'Alemanya central i és un tipus de Reihendorf, en què cada granja sol tenir dues franges amples de terra adjacents a la casa principal.

## Descripció
L'eix principal de l'assentament està format habitualment per un camí o carretera, però també sovint per un riu, a la vora dels quals es poden trobar pastures comunes. Qui s'hi establia rebia parcel·les de terra al costat de pistes o carreteres, de la mida d'un hufe, que procedien a netejar. Les granges s'aixecaven per una pista, quasi sempre fora de la plana inundable del riu i es practicava l'agricultura a les terres del darrere. A l'extrem més llunyà de la parcel·la hi havia el bosc o les restes que en quedava que, amb el pas del temps, es podien netejar i convertir-se en camps addicionals per al cultiu o l'agricultura.
Exemples d'aquest tipus d'assentament es poden trobar al llarg de valls a l'avantpaís de les muntanyes saxones o a les terres altes centrals d'Alemanya. L'únic Waldhufendorf distribuït al voltant d'una església com a punt central del poble (en principi en forma de pastís) és el poble de Neuweiler-Gaugenwald a Baden-Württemberg.
Un exemple molt clar d'aquest tipus d'assentament, i pel qual s'ha fet famosa, n'és la localitat polonesa de Sułoszowa.

## Història

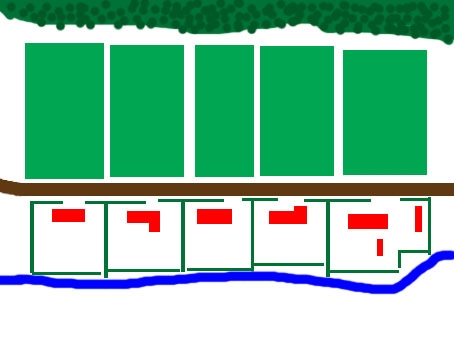
Plànol d'un Hagenhufendorf.

Sembla que aquest tipus d'assentament va aparèixer cap a l'any 1000 dC a la fins aleshores despoblada Selva Negra al sud-oest d'Alemanya. Als cims més alts, arrodonits i fèrtils formats per pedra sorrenca del Buntsandstein, les granges (conegudes com a Gehöfte, Hufe o Hube) estaven distribuïdes al llarg d'una carretera a través d'una clariana. Les parcel·les o franges de terra darrere dels edificis anaven aproximadament en angle recte amb l'eix del poble fins al bosc que quedava a la cresta de la carena. Aquestes estructures encara són reconeixibles a dia d'avui.
Als segles XII i XIII, el Waldhufendorf també es va convertir en el tipus de poble preferit pels colons alemanys instal·lats a les regions de Turíngia, Saxònia i Silèsia. Com que els terrenys normalment estaven envoltats per una tanca de bardissa (Hecke o Hag), pobles d'aquestes zones també són coneguts com a Hagenhufendorf.
Assentaments tipus Waldhufendörf i Hagenhufendörf són especialment comuns a les muntanyes Metal·líferes, així com a la Saxònia Oriental, els Sudets i les Beskides, així com el bosc de Turíngia, Fichtelgebirge, el bosc de Baviera, la Selva de Bohèmia, l'Spessart, l'Odenwald o la Pomerània Occidental.